# Groupe CAT
Die Groupe CAT ist ein französischer Fahrzeuglogistiker, der in 27 Ländern tätig ist. Weiterhin transportiert CAT unter dem Begriff Cargologistik Ersatzteile und Motorräder.

## Modal Split
Es werden Nutzfahrzeuge und Personenkraftwagen transportiert. Dabei erfolgt der Transport zu 90 % auf der Straße.

## Geschichte
Renault gründet 1957 die „Compagnie d'Affrètement et de Transport“ (CAT) mit dem Ziel, einen kostengünstigen Seetransport für den Export von Autos nach Nordamerika sicherzustellen. 1982 wurde die erste Niederlassung in Deutschland eröffnet. In der zweiten Hälfte der 2010er Jahre wurden die Firmen Wallenius Wilhelmsen Logistics Germany, STVA und Egerland übernommen.